# Івчук Віктор Михайлович
Ві́ктор Миха́йлович Івчу́к — український військовий лікар, полковник медичної служби, Герой України (2022).

## Біографія
У 2014 році брав участь в АТО на сході України на посаді начальника медичної служби у складі 95-ї окремої аеромобільної бригади. Разом із бойовими медиками майор м/с Віктор Івчук надавав першу допомогу пораненим, військовим, цивільним та здійснював їх евакуацію.
Брав участь у Рейді 95-ї аеромобільної бригади, відомому як найдовший рейд у світовій військовій історії (тривав з 19 липня по 10 серпня 2014 року).
27 липня 2014 року під час штурму Савур-Могили дістав осколкове вогнепальне поранення. Незважаючи на власні тяжкі ушкодження, організував справжню спецоперацію, завдяки якій з поля бою вдалося евакуювати 60 поранених.
За місяць до повномасштабного вторгнення рф в Україну, переведений з Києва до міста Маріуполь — на посаду командира 555 військового шпиталю.
11 квітня 2022 року начальник військового шпиталю Маріуполя, полковник медичної служби Віктор Івчук був удостоєний звання Герой України з врученням ордена «Золота Зірка». З початку повномасштабного вторгнення росії завдяки йому та команді медиків шпиталю було врятовано сотні життів захисників Маріуполя та його мешканців.
12 квітня 2022 разом з особовим складом був захоплений до полону у якому провів 29 місяців. Повернувся в Україну після обміну 13 вересня 2024 року.

## Нагороди та відзнаки
За особисту мужність і самовіддані дії, виявлені у захисті державного суверенітету та територіальної цілісності України, вірність військовій присязі також відзначений:
- орденом Богдана Хмельницького III ступеня[4]
- орденом Данила Галицького[5]